# Білоруський фронт
Білору́ський фронт — оперативно-стратегічне об'єднання радянських військ з 20 жовтня 1943 року до 24 лютого 1944 та з 5 до 16 квітня 1944 у Другій світовій війні.

## Історія

### Білоруський фронт першого формування
Білоруський фронт першого формування утворений на західному напрямку радянсько-німецького фронту 20 жовтня 1943 на підставі директиви Ставки ВГК від 16 жовтня 1943, шляхом перейменування Центрального фронту. До його складу увійшли 3, 48, 50, 61, 63, 65-та загальновійськові та 16-та повітряна армії, надалі до його складу входили 10-та і 11-та армії.
У жовтні війська фронту, використовуючи захоплені плацдарми на правом берегу річок Проня і Сож, перейшли в наступ на гомельсько-бобруйському напрямку. Розвіваючи стрімке просування, захопили плацдарм на Дніпрі і створили загрозу охопленню гомельського угрупування 2-ї армії Вермахту з півдня. У листопаді війська фронту провели Гомельсько-Речицьку операцію, в результаті якої радянські війська просунулися на глибину 130 км, 17 листопада звільнили Речицу, 26 листопада — Гомель. Відбив сильні контрудари противника, війська фронту закріпилися на рубежі на схід від Нового Бихова, Жлобина, Мозиря.
У січні — першій половині лютого 1944 в ході Калинковицько-Мозирської операції війська фронту звільнили міста Калинковичі, Мозир і, досягнувши рубежу Дуброва, Озарічи, Млинок перейшли до оборони.
24 лютого 1944 на підставі директиви Ставки ВГК від 17 лютого 1944 фронт перейменований на 1-й Білоруський фронт 1-го формування.

### Білоруський фронт другого формування
Знов Білоруський фронт створений 5 квітня 1944 року на підставі директиви Ставки ВГК від 2 квітня 1944 року шляхом перейменування 1-го Білоруського фронту. До складу фронту увійшли 3-тя, 47-ма, 48-ма, 61-ша, 69-та, 70-та загальновійськові армії, 16-та повітряна армія, Дніпровська військова флотилія.
16 квітня 1944 року на підставі директиви Ставки від 12 квітня 1944 року перейменований на 1-й Білоруський фронт.

## Фронтові та армійські операції
- Гомельсько-Речицька наступальна операція 1944;
- Калінковічсько-Мозирська наступальна операція 1944;
- Рогачевсько-Жлобінська наступальна операція 1944.

## Військові формуванняу складі фронту

### 1 січня1944року
- Армії:
  - 3-тя армія;
  - 48-ма армія;
  - 50-та армія;
  - 61-ша армія;
  - 63-тя армія;
  - 65-та армія;
  - 16-та повітряна армія;
  - З'єднання фронтового підпорядкування:
    - Стрілецькі, повітряно-десантні и кавалерійські з'єднання:
      - 121-й стрілецький корпус:
        - 23-тя стрілецька дивізія;
        - 218-та стрілецька дивізія;

      - 115-й укріплений район;
      - 119-й укріплений район;
      - 161-й укріплений район;
      - 6-й гвардійський кавалерійський корпус:
        - 8-ма гвардійська кавалерійська дивізія;
        - 13-та гвардійська кавалерійська дивізія;
        - 8-ма кавалерійська дивізія;
        - 1813-й самохідний артилерійський полк;
        - 142-й гвардійський винищувально-протитанковий артилерійський полк;
        - 6-й гвардійський окремий винищувально-протитанковий дивізіон;
        - 11-й гвардійський мінометний полк;
        - 47-й гвардійський мінометний дивізіон;
        - 1732-й зенітний артилерійський полк;

    - Артилерійські и мінометні з'єднання:
      - 44-та гарматна артилерійська бригада;
      - 68-ма гарматна артилерійська бригада;
      - 4-та гвардійська винищувально-протитанкова артилерійська бригада;
      - 120-й винищувально-протитанковий артилерійський полк;
      - 1071-й винищувально-протитанковий артилерійський полк;
      - 35-та гвардійська мінометна бригада;
      - 218-й мінометний полк;
      - 94-й гвардійський мінометний полк;
      - 12-та зенітна артилерійська дивізія:
        - 836-й зенітний артилерійський полк;
        - 977-й зенітний артилерійський полк;
        - 990-й зенітний артилерійський полк;
        - 997-й зенітний артилерійський полк;

      - 24-та зенітна артилерійська дивізія:
        - 1045-й зенітний артилерійський полк;
        - 1337-й зенітний артилерійський полк;
        - 1343-й зенітний артилерійський полк;
        - 1349-й зенітний артилерійський полк;

      - 221-й гвардійський зенітний артилерійський полк;
      - 1259-й зенітний артилерійський полк;
      - 1263-й зенітний артилерійський полк;
      - 13-й гвардійський окремий зенітний артилерійський дивізіон;
      - 27-й окремий зенітний артилерійський дивізіон;
      - 31-й окремий зенітний артилерійський дивізіон;
      - 615-й окремий зенітний артилерійський дивізіон;

    - Бронетанкові та механізовані з'єднання:
      - 193-й окремий танковий полк;
      - 251-й окремий танковий полк;
      - 253-й окремий танковий полк;
      - 1444-й самохідний артилерійський полк;
      - 1538-й самохідний артилерійський полк;
      - 39-й окремий дивізіон бронепотягів;
      - 40-й окремий дивізіон бронепотягів;
      - 59-й окремий дивізіон бронепотягів;

    - Військово-повітряні сили:
      - 6-й санітарний авіаційний полк;
      - 11-та гвардійська коректувально-розвідувальна ескадрилья;
      - 47-ма коректувально-розвідувальна ескадрилья;
      - 53-тя коректувально-розвідувальна ескадрилья;
      - 69-та коректувально-розвідувальна ескадрилья;

    - Інженерні війська:
      - 1-ша гвардійська інженерна бригада спеціального призначення;
      - 6-та інженерно-саперна бригада;
      - 18-та штурмова інженерно-саперна бригада;
      - 7-ма понтонно-мостова бригада;
      - 12-й гвардійський батальйон мінерів;
      - 63-й окремий інженерний батальйон;
      - 120-й окремий інженерний батальйон;
      - 257-й окремий інженерний батальйон;
      - 341-й окремий інженерний батальйон;
      - 386-й окремий інженерний батальйон;
      - 693-й окремий інженерний батальйон;
      - 740-й окремий інженерний батальйон;
      - 741-й окремий інженерний батальйон;
      - 48-й понтонно-мостовий батальйон;
      - 85-й понтонно-мостовий батальйон;
      - 92-й понтонно-мостовий батальйон;
      - 104-й понтонно-мостовий батальйон;
      - 131-й понтонно-мостовий батальйон.

## Командувачі

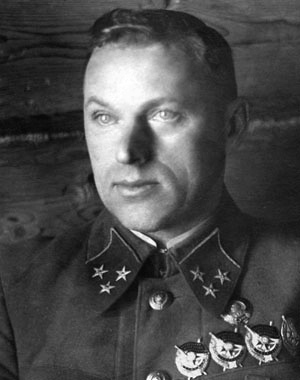
Командувач Білоруським фронтом генерал армії Рокоссовський К. К.

- генерал армії Рокоссовський К. К. (20 жовтня 1943 — 24 лютого 1944; 5 квітня 1944 — 16 квітня 1944)